# Piotr Czerkawski

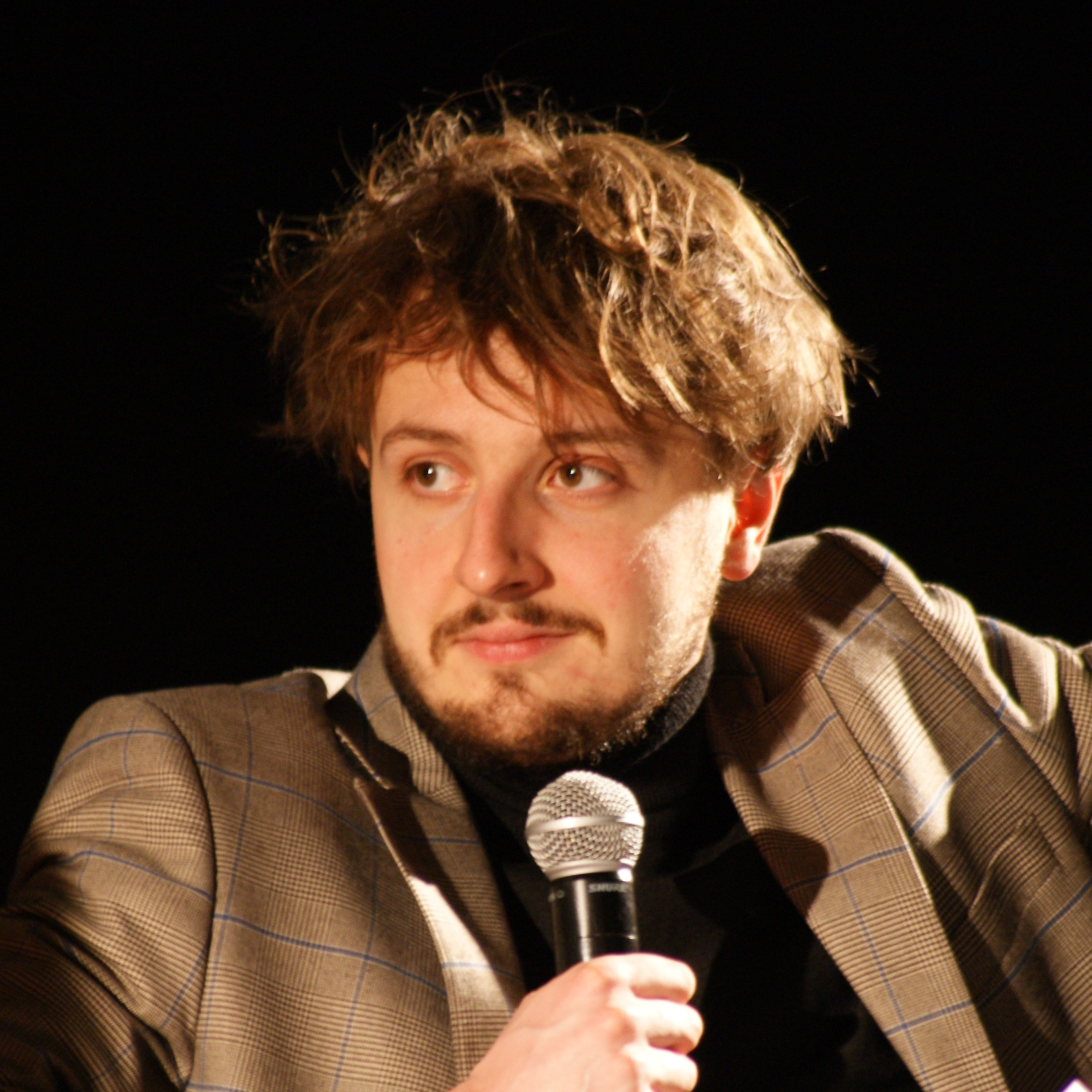
Piotr Czerkawski (2020)

Piotr Czerkawski [ˈpjɔtr t͡ʂɛrˈkafskʲi] (* 28. September 1989 in Breslau) ist ein polnischer Filmkritiker und Journalist.

## Ausbildung und berufliche Tätigkeit
Czerkawski studierte Polonistik an der Universität Breslau. Von Oktober bis Dezember 2015 moderierte er im TVP1 das wöchentliche Weekendowy Magazyn Filmowy. Czerkawski ist Mitglied der Europäischen Filmakademie, des Verbands der Polnischen Filmemacher und der FIPRESCI. Er ist einer der Programmkuratoren im Kino „Nowe Horyzonty“ und einer der Programmkuratoren des Internationalen Filmfestivals Nowe Horyzonty (Shortlist Sektion).

## Publizistische Tätigkeit
Czerkawski veröffentlicht regelmäßig Artikel im monatlichen Magazin „Kino“ und im Blog der Filmdatenbank Filmweb.pl sowie in der polnischen Fachzeitschrift „Studia Filmoznawcze“. Ebenso ist er ein Autor im polnischen Kulturmagazin „Magazyn O.pl“. 2019 veröffentlichte Czerkawski das Buch Drżące kadry. Rozmowy o życiu filmowym w PRL-u („Wacklige Bilder. Gespräche über das filmische Leben in der Volksrepublik Polen“). Das Buch beinhaltet Interviews mit bekannten polnischen Regisseuren, die in der Volksrepublik Polen aktiv waren.

## Auszeichnungen
2016 gewann er den Preis des Polnischen Filminstituts (PISF) in der Kategorie „Filmkritik“.